# 高士村
高士村（たかしむら）は、かつて新潟県中頸城郡にあった村。

## 沿革
- 1889年（明治22年）4月1日 - 町村制の施行により、中頸城郡大口村、南方村、十二ノ木村、北方村、南京田村、北京田村、森田村、油田村、妙賀村、松塚村、東高津村、本高津村、西高津村、稲村古新田、上元屋敷村、下元屋敷村、浦梨村、小村、保屋村、稲谷村、上曽根村、下曽根村、下稲塚村及び東稲塚新田の区域をもって、中頸城郡高士村が発足する。
- 1901年（明治34年）11月1日 - 中頸城郡三郷村及び高士村の区域のうち、大字下稲塚及び東稲塚新田の区域が合併して、改めて中頸城郡三郷村が発足する。中頸城郡高士村及び飯田村が合併して、改めて中頸城郡高士村が発足する。
- 1959年（昭和34年）11月1日 - 高田市に編入する[1]。